# Esqui cross-country nos Jogos Olímpicos de Inverno de 2014 - Revezamento 4x5 km feminino
O revezamento 4x5 km feminino do esqui cross-country nos Jogos Olímpicos de Inverno de 2014 ocorreu no dia 15 de fevereiro no Centro de Esqui Cross-Country e Biatlo Laura, na Clareira Vermelha em Sóchi.

## Medalhistas
|  | SWE Suécia                                              |  | FIN Finlândia                                                        |  | GER Alemanha                                                 |
|  | Ida Ingemarsdotter Emma Wikén Anna Haag Charlotte Kalla |  | Anne Kyllönen Aino-Kaisa Saarinen Kerttu Niskanen Krista Lähteenmäki |  | Nicole Fessel Stefanie Böhler Claudia Nystad Denise Herrmann |

## Resultados
| Pos.              | Bib | País                                                                                      | Tempo                                       | Diferença |
| ----------------- | --- | ----------------------------------------------------------------------------------------- | ------------------------------------------- | --------- |
| Medalha de ouro   | 2   | SWE Suécia Ida Ingemarsdotter Emma Wikén Anna Haag Charlotte Kalla                        | 53:02.7 14:09.8 14:02.3 12:40.2 12:10.4     | —         |
| Medalha de prata  | 5   | FIN Finlândia Anne Kyllönen Aino-Kaisa Saarinen Kerttu Niskanen Krista Lähteenmäki        | 53:03.2 14:21.2 13:51.3 12:14.4 12:36.6     | +0.5      |
| Medalha de bronze | 7   | GER Alemanha Nicole Fessel Stefanie Böhler Claudia Nystad Denise Herrmann                 | 53:03.6 14:13.4 13:59.9 12:19.1 12:31.2     | +0.9      |
| 4                 | 6   | FRA França Aurore Jéan Célia Aymonier Anouk Faivre Picon Coraline Hugue                   | 53:47.7 14:12.1 14:13.8 12:34.5 12:47.3     | +45.0     |
| 5                 | 1   | NOR Noruega Heidi Weng Therese Johaug Astrid Uhrenholdt Jacobsen Marit Bjørgen            | 53:56.3 14:12.0 14:13.5 12:34.5 12:56.3     | +53.6     |
| 6                 | 9   | POL Polônia Kornelia Kubińska Justyna Kowalczyk Sylwia Jaśkowiec Paulina Maciuszek        | 54:38.9 14:37.4 13:47.7 12:34.2 13:39.6     | +1:36.2   |
| 7                 | 4   | USA Estados Unidos Kikkan Randall Sadie Bjornsen Elizabeth Stephen Jessica Diggins        | 55:33.4 14:45.2 14:31.8 12:48.2 13:32.2     | +2:30.7   |
| 8                 | 12  | CZE República Checa Eva Vrabcová-Nývltová Karolína Grohová Petra Nováková Klára Moravcová | 56:29.8 14:06.1 15:25.3 13:06.4 13:52.0     | +3:27.1   |
| 9                 | 13  | SLO Eslovênia Alenka Čebašek Katja Višnar Barbara Jezeršek Vesna Fabjan                   | 56:37.0 14:18.2 15:39.1 12:56.1 13:43.6     | +3:34.3   |
| 10                | 10  | UKR Ucrânia Tetyana Antypenko Valentina Shevchenko Maryna Antsybor Kateryna Grygorenko    | 56:56.1 15:10.6 14:55.4 13:01.7 13:48.4     | +3:53.4   |
| 11                | 11  | AUT Áustria Katerina Smutna Nathalie Schwarz Teresa Stadlober Veronika Mayerhofer         | 57:04.7 14:20.3 15:36.8 13:08.7 13:58.9     | +4:02.0   |
| 12                | 14  | CAN Canadá Perianne Jones Daria Gaiazova Emily Nishikawa Brittany Webster                 | 59:13.6 15:50.9 15:09.5 13:27.3 14:52.9     | +6:10.9   |
| —                 | 3   | RUS Rússia Julia Ivanova Olga Kuziukova Natalia Zhukova Yuliya Chekaleva                  | 54:06.3 DSQ 14:05.5 14:37.2 12:34.9 12:48.7 | +1:03.6   |
| —                 | 8   | ITA Itália Virginia de Martin Topranin Elisa Brocard Marina Piller Ilaria Debertolis      | 55:19.9 DSQ 14:26.9 14:49.4 12:43.9 13:20.7 | +2:17.2   |

Legenda
| Recorde mundial      | Recorde mundial (World record)               |                       | Recorde africano                      | Recorde africano (African) |                                           | Q | Classificado por posição (Qualified) |
| Recorde olímpico     | Recorde olímpico (Olympic record)            | Recorde da América    | Recorde da América (Americas)         | q                          | Classificado por melhor tempo (Qualified) |   |                                      |
| Melhor marca do ano  | Melhor marca do ano (World leading)          | Recorde asiático      | Recorde asiático (Asian)              | DNS                        | Não largou (Did not start)                |   |                                      |
| Recorde nacional     | Recorde nacional (National record)           | Recorde europeu       | Recorde europeu (European)            | DNF                        | Não terminou (Did not finish)             |   |                                      |
| Recorde pessoal      | Recorde pessoal do atleta (Personal best)    | Recorde da Oceania    | Recorde da Oceania (Oceania)          | DSQ / DQ                   | Desclassificado (Disqualified)            |   |                                      |
| Recorde da temporada | Recorde da temporada do atleta (Season best) | Recorde sul-americano | Recorde sul-americano (South America) | NM                         | Sem marca (No mark)                       |   |                                      |